# Radosław Sobczak
Radosław Sobczak (ur. 12 lutego 1981 w Piszu) – polski pianista i pedagog muzyczny.
Laureat wyróżnienia na XIV Międzynarodowym Konkursie Pianistycznym im. Fryderyka Chopina w Warszawie w 2000 roku. Laureat II nagrody I Europejskiego Konkursu Pianistycznego „Halina Czerny-Stefańska in memoriam" w Poznaniu w 2008 roku. Jest asystentem na Uniwersytecie Muzycznym Fryderyka Chopina w Warszawie, wcześniej uczył na Chopin-Keimyung University w Daegu w Korei Południowej. Nominowany do Fryderyka 2019 za album Paderewski. Piano Works i do Fryderyka 2020 za album Marcin Tadeusz Łukaszewski: Piano Etudes.

## Dyskografia
Albumy solowe
| Tytuł                                    | Dane dot. albumu                        |
| ---------------------------------------- | --------------------------------------- |
| Paderewski. Piano Works                  | - Data: 30 sierpnia 2018 - Wydawca: DUX |
| Szymanowski                              | - Data: 30 sierpnia 2018 - Wydawca: DUX |
| Marcin Tadeusz Łukaszewski: Piano Etudes | - Data: 28 stycznia 2019 - Wydawca: DUX |

Kompilacje
| Tytuł                             | Dane dot. albumu                              |
| --------------------------------- | --------------------------------------------- |
| I Europejski Konkurs Pianistyczny | - Data: 1 września 2008 - Wydawca: Twoja Muza |